# Anapesto
Anapesto é uma unidade rítmica do poema.
É formado por duas sílabas átonas (ou breves) e uma sílaba tônica (ou longa), em ritmo ascendente.

## Uso
É característico dos ritmos de galope, como o Martelo agalopado e o Galope à beira-mar.
Comum também nos eneassílabos utilizados nos hinos, como o Hino de Pernambuco, o Hino do Pará e o Hino à Bandeira Nacional.